# William Hogarth
William Hogarth (Londres, 10 de noviembre de 1697-id. 26 de octubre de 1764) fue un artista británico, grabador, ilustrador y pintor satírico. Se le considera pionero de las historietas occidentales. Su obra varía desde el excelente retrato realista a una serie de pinturas al estilo de los cómics llamadas «costumbres morales modernas». Mucha de su obra, que llega a veces a ser despiadada, se burla de las costumbres y la política contemporáneas. Es el gran maestro de la sátira social y política, en contacto directo con la literatura contemporánea de un Henry Fielding. Se le considera uno de los padres de la escuela artística británica, tras varios siglos de predominio de artistas extranjeros en el país.

## Vida
Hijo de un pobre maestro de escuela y autor de libros de texto, William Hogarth nació en el barrio londinense de Bartholomew Close. 

### Inicios
En su juventud fue aprendiz del grabador Ellis Gamble en Leicester Fields, donde aprendió a grabar. El joven Hogarth también se interesó en la vida de las calles y de las ferias londinenses, y se entretuvo esbozando los personajes que veía. Por la misma época, su padre fue encarcelado por deudas en la prisión de Fleet durante cinco años. Hogarth nunca habló al respecto de este asunto. 
En abril de 1720, Hogarth se estableció como grabador independiente, primero grabando trabajos menores como escudos de armas y facturas de tiendas, así como ilustraciones para libros. En 1727 fue contratado por Joshua Morris, un tapicero, para diseñar una alegoría de El elemento Tierra. Morris, al oír que Hogarth era «un grabador, no un pintor», rechazó la obra cuando estaba acabada, y Hogarth le demandó ante el tribunal de Westminster donde, el 28 de mayo de 1728, el caso se decidió a favor de Hogarth.
El 23 de marzo de 1729 Hogarth se casó con Jane Thornhill, hija del pintor sir James Thornhill.

### Tanteos como pintor
Tras unos primeros años como grabador y diseñador de segundo nivel, Hogarth decidió dar el salto a la categoría de pintor, pero no le fue fácil. En aquella época los grandes encargos artísticos de Londres eran acaparados por artistas extranjeros, dentro de un estilo rococó y ampuloso que Hogarth consideraba artificial. Los reyes y la nobleza ingleses subestimaban a los artistas nacionales y preferían convocar a los más cotizados del continente, lo que explica que desde el siglo XVI, los artistas ingleses fuesen eclipsados por autores extranjeros instalados en el país como Hans Holbein el Joven, Rubens, Van Dyck, Orazio Gentileschi, Sebastiano Ricci y Canaletto.
Hogarth criticaba el gusto inglés por la mitología y los retratos pomposos, pero la falta de encargos le obligó a flaquear en sus convicciones: abordó temas históricos de la Antigüedad, pero no alcanzó resultados convincentes.

### Éxito con temas satíricos
Su despegue como artista de renombre se puede situar en la década de 1730, cuando se volcó en sus temas satíricos. Lector de Jonathan Swift, criticaba la hipocresía de las clases altas. Su viaje a París en 1744 le hace conocer el rococó francés, lo que le influye en sus conversation pieces y en el tratamiento de los vestidos y las telas en sus cuadros.
Hogarth intentó explotar comercialmente sus mejores creaciones, repitiéndolas en grabado. Sin embargo, alcanzó tal éxito que fue víctima de la piratería; sus diseños eran replicados de forma indiscriminada en Europa, y él apenas se lucró de ellos.
En 1745 se representó junto a su perrita Trump en un famoso autorretrato (Museo Tate Britain de Londres) inspirado en un famoso autorretrato de Murillo (ahora en la National Gallery de Londres). Hogarth procuró reflejar su personalidad: se supone que el perro es símbolo de perseverancia, y él viste ropajes modestos. Junto a su efigie aparecen varios de sus libros satíricos favoritos. Una paleta muestra la inscripción The line of Beauty (El análisis de la belleza), que alude a un tratado de estética que estaba preparando. Lo publicó, acompañado de grabados, en 1753. En él, defendía la expresividad del trazo curvo frente al sobrio neoclasicismo. En 1749 Hogarth reprodujo este autorretrato en un grabado, del cual no subsisten muchos ejemplares porque su matriz fue modificada en 1763 por el propio artista: sustituyó su efigie por un oso bebedor de cerveza (The Bruiser).
El artista se encuentra enterrado en el cementerio de San Nicolás, en Chiswick Mall, Chiswick, Londres. Su amigo el actor David Garrick escribió la inscripción de su tumba.

## Obras
Es célebre por sus retratos y especialmente por sus grabados, sobre todos aquellos que representan las series satíricas que previamente había elaborado como cuadros.

### Representaciones de la vida popular

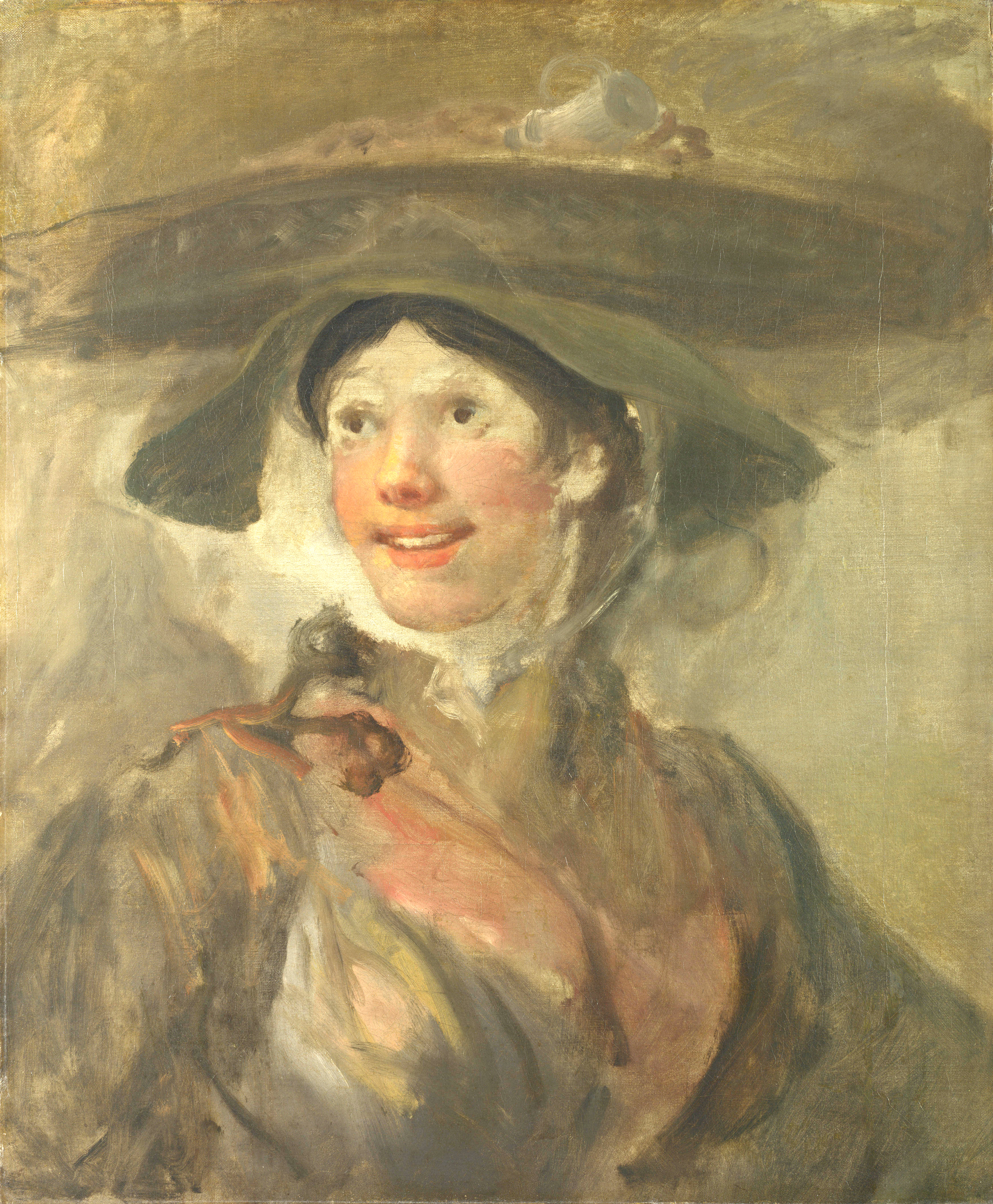
La vendedora de camarones, 1740.

Hogarth comenzó pintando representaciones realistas de la vida popular: 
- Una calle (1725, Upperville, EE. UU. Col. Mellon)
- El reconocimiento de la paternidad (h. 1726, Dublín, N.G.)
- Los fieles dormidos (1728, Minneapolis, I. A.)

Al final de su vida artística recuperó estos temas realistas de la vida contemporánea popular:
- La vendedora de quisquillas (Shrimp Girl, o La vendedora de camarones, 1740, National Gallery, Londres), es un esbozo al óleo inacabado que, sin embargo, puede considerarse una obra maestra de la pintura inglesa.
- En casa de la costurera o En casa de la modista (1744, Londres, T. G.)
- El baile (1745, Camberwell, South London A.G.)

### Retratos

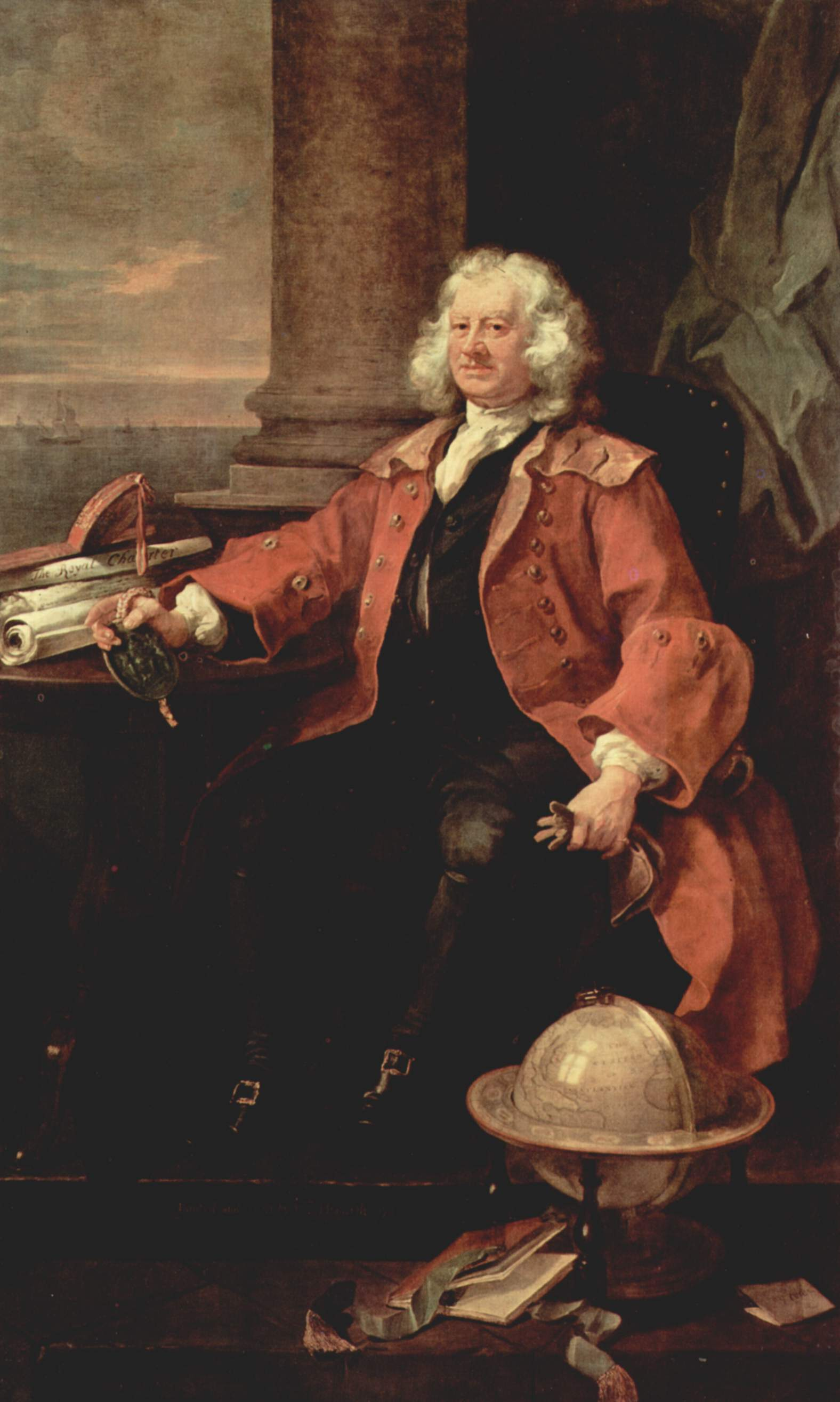
Capitán Thomas Coram, 1740.

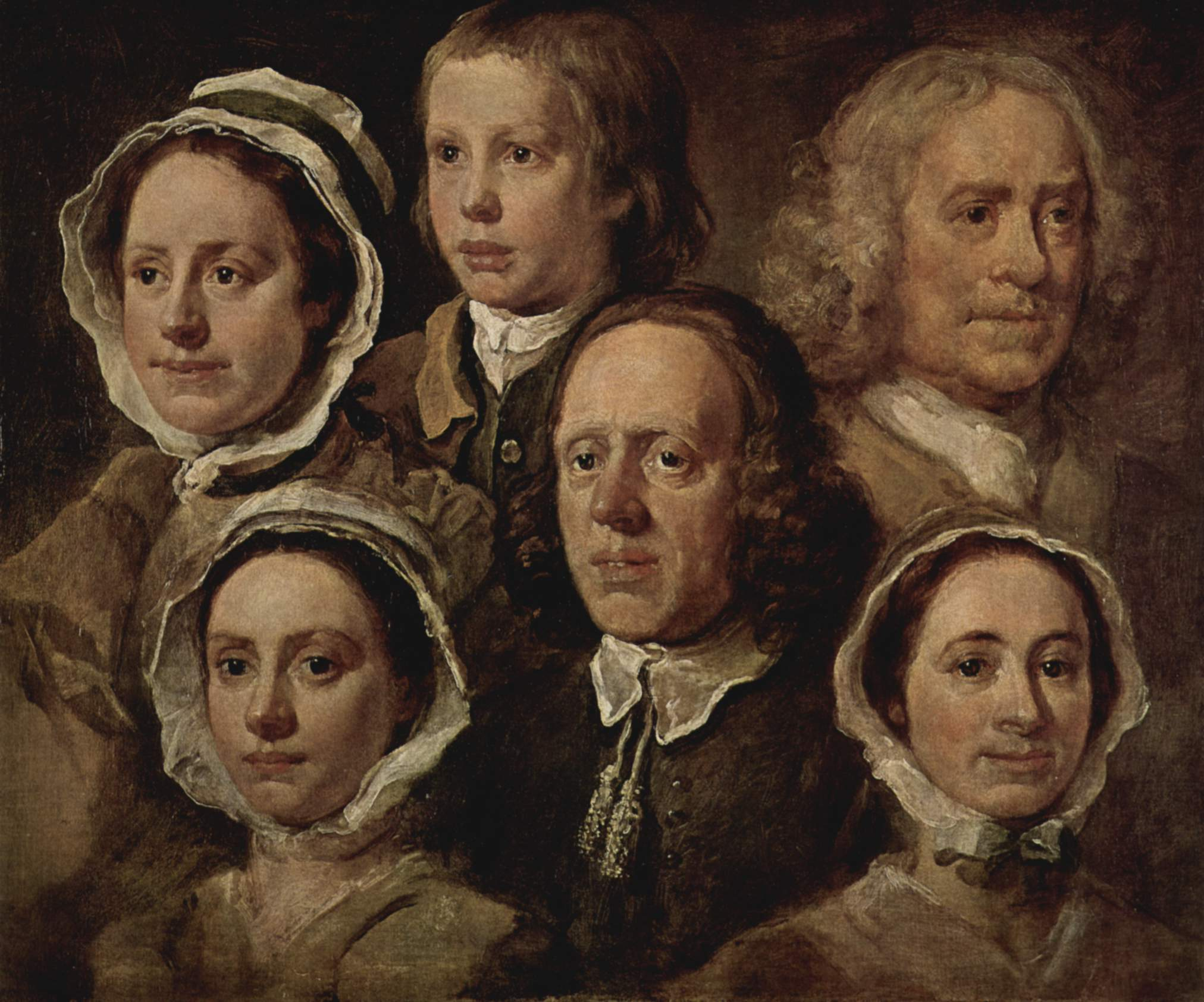
Los criados del pintor.

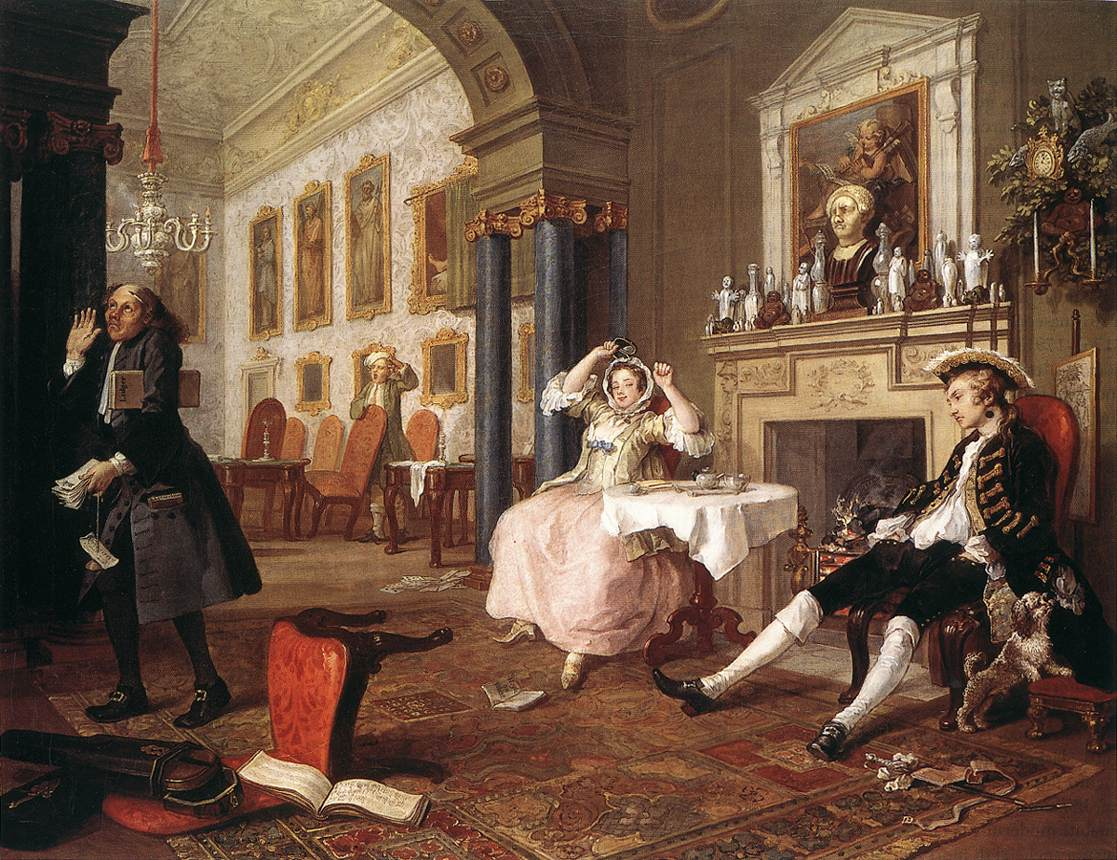
Marriage à-la-mode, Poco después de la boda (escena segunda).

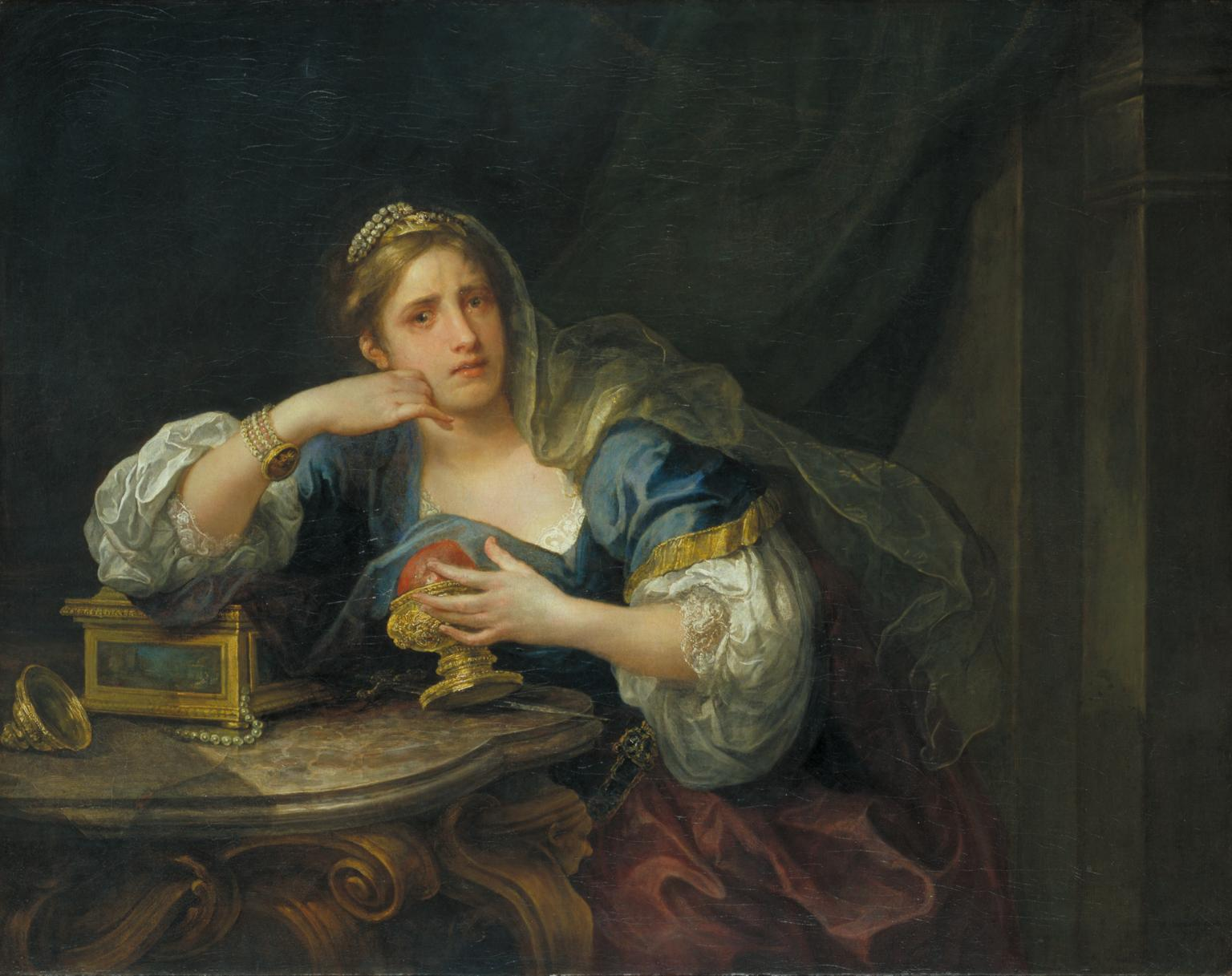
Segismunda llorando sobre el corazón de Guiscardo.

Hogarth realizó pequeños "conversation pieces", esto es, retratos de grupo:
A finales de los años 1720, los ricos aparecen ridículos y soberbios en sus finos vestidos, mientras que los pobres se preocupan de la comida y el sexo. 
- La boda de Stephen Beckingham y Mary Cox (h. 1729, Nueva York, M.M.)
- La familia Wollaston (1736, Leicester, A.G.)
- La familia Fountaine
- Recepción en casa de sir Richard y lady Child (1730, Filadelfia, M.A.)
- Niños jugando a hacer teatro en casa de J. Conduitt...(1731)

Realiza varios cuadros de los actores principales de la popular The Beggar's Opera (La ópera del pordiosero), de John Gay, 1728. Varios son los retratos que hace de artistas en la vida cotidiana, entre ellos: 
- Sarah Malcolm en prisión (1733, Edimburgo)
- El poeta en la miseria (1729-1736, Birmingham. M.A.).
- Retrato del actor David Garrick como Ricardo III (1746), por el que le pagaron 200 libras, “que es más”, escribió, “de lo que ningún artista inglés ha recibido nunca por un único retrato”.
- El actor Garrick y su mujer (1757, Londres, castillo de Windsor)

A finales de los años 1730, recibe numerosos encargos de retratos por parte de la próspera burguesía:
- George Arnold (h. 1738, Cambridge, F.M.)
- Capitán Thomas Coram (1740, Londres). Es un retrato sincero de su amigo, el filántropo Captain Coram (1740; primero en la Thomas Coram Foundation for Children, ahora en el Foundling Museum).
- Retrato de los niños Graham o Los hijos del doctor Graham (1742, Londres)
- Mary Edwards (1742, Nueva York, F.C.)
- Benjamin Hoadly, Obispo de Winchester (1743, Londres, T.G.)
- Mrs. Elisabeth Salter (1744, Londres)
- El Capitán Graham en su camarote (1745?, Greenwich)
- Los servidores del pintor o Los criados del pintor (1750-1755?)

En 1745 Hogarth pintó un Autorretrato con su perro (que se encuentra actualmente en la Tate Britain) en el que se muestra como un artista instruido, apoyado por volúmenes de Shakespeare, Milton y Swift. Él mismo lo reprodujo en grabado cuatro años después.

### Ciclos satíricos

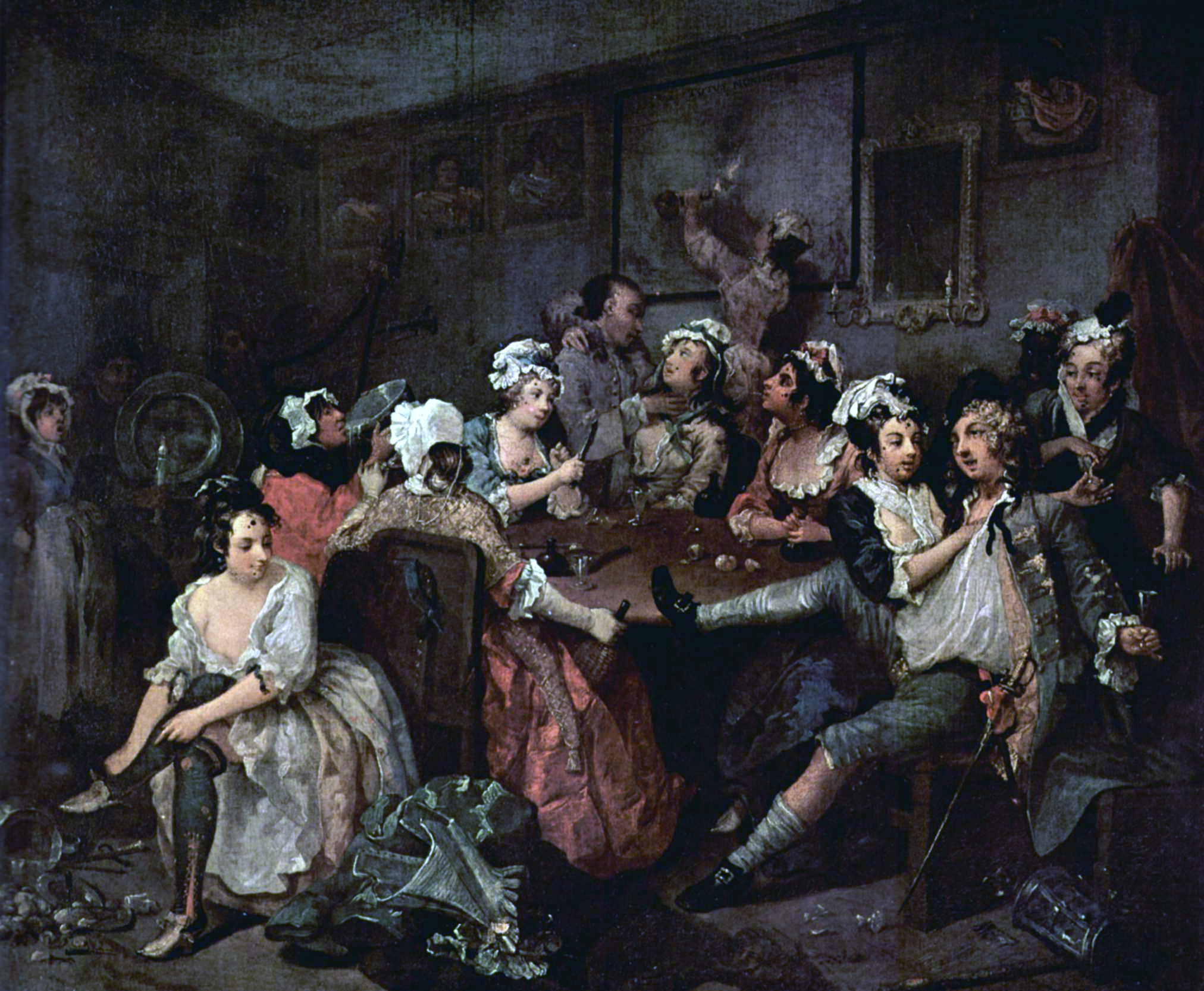
La vida de un libertino, Cuadro 3, en la taberna o La orgía.

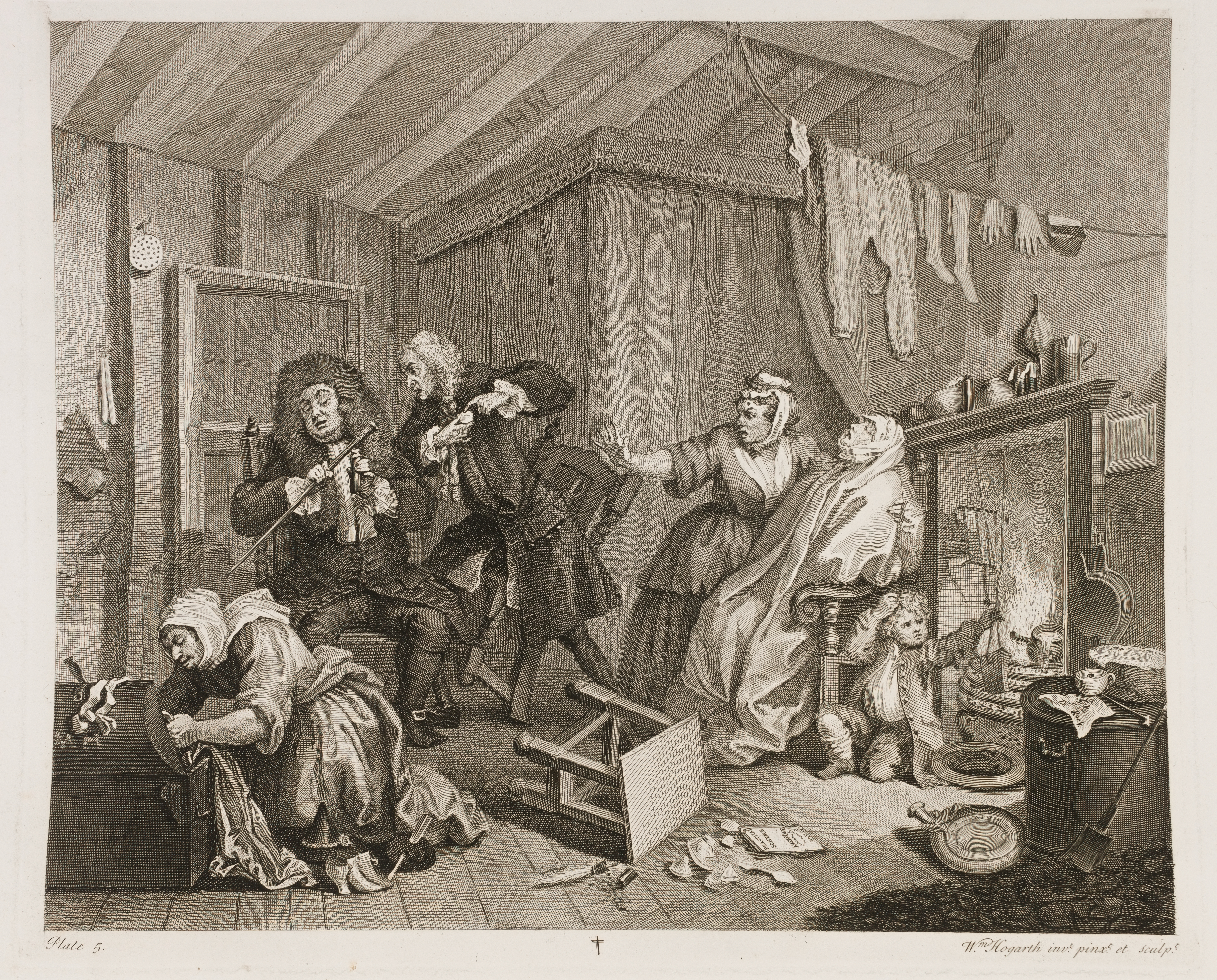
La carrera de una prostituta, grabado 5, Moll muere de una infección de transmisión sexual.

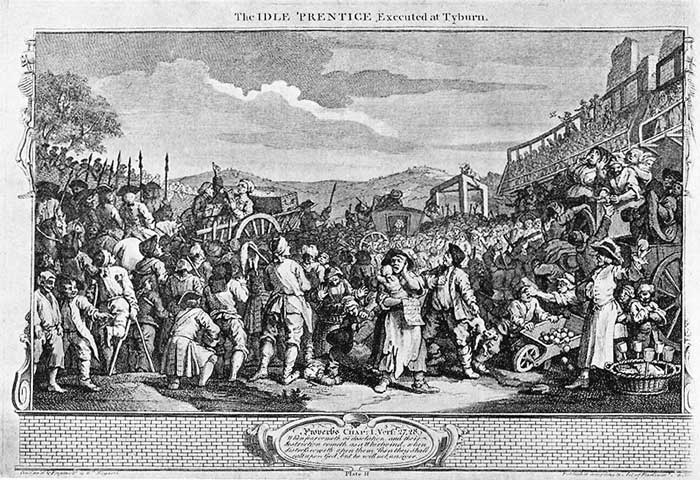
Industriosidad y pereza, lámina 11, El aprendiz perezoso ejecutado en Tyburn

Hogarth es conocido, sobre todo, por sus ciclos satíricos. Se trata de series de lienzos que exponen una historia novelesca contemporánea, con gran viveza y espíritu crítico. Posteriormente, grabó los mismos, y a través del grabado estas composiciones obtuvieron una gran difusión.
- La carrera de una prostituta (1732, cuadros destruidos; se conoce por las copias grabadas).

Es la primera de sus obras morales. En sus seis escenas, el miserable destino de una chica del campo que comenzó una carrera de prostitución en la ciudad se sigue desde el principio hasta su degradado final, con la muerte por una infección de transmisión sexual y el funeral sin ceremonias. La serie tuvo un éxito inmediato.
- La vida de un libertino (1736, Museo Soane de Londres).

Es una secuela de la serie anterior, mostrando en ocho imágenes la vida de Tom Rakewell, hijo de un rico comerciante, que malgasta su dinero en una vida de lujo, prostitutas, el juego y al final acaba su vida en Bedlam.
- Los cuatro tiempos del día (1738).

Es su versión de los tradicionales cuatro momentos del día, de los acontecimientos que ocurren por la mañana, al mediodía, por la tarde y por la noche. En la Mañana, una rica mujer acude a la iglesia, evitando mirar a dos pordioseros, con lo que muestra la hipocresía de los beatos que van a la iglesia pero que ignoran las desgracias de sus semejantes. Mediodía muestra a parroquianos bien vestidos que salen de la iglesia mientras que a su lado hay gente pobre sufriendo, y en medio una carretera que los divide. Muestra claramente el abismo social entre las clases alta y baja. 
- Marriage à-la-mode (El casamiento a la moda) (1745, National Gallery, Londres).

Serie de seis escenas que narran por episodios la boda de un noble arruinado y una joven burguesa. Muchos consideran que es su mejor obra, desde luego es el mejor ejemplo de sus series. Hogarth pinta una sátira, un género que por definición tiene un punto de vista moral que transmitir. El arruinado Conde de Squanderfield se casa con la hija de un rico comerciante, y comienza con la firma del contrato de matrimonio en la mansión del conde, y acaba con el asesinato del hijo por el amante de su mujer y el suicidio de la hija después de que su amante sea ahorcado en Tyburn por el asesinato de su marido. 
- Industriosidad y pereza (1747).

En esta serie de doce escenas, Hogarth muestra la evolución en la vida de dos aprendices, uno que se dedica al trabajo duro y otro perezoso que acaba cayendo en el crimen y siendo ejecutado.
- La calle de la cerveza y la de la ginebra (1751).

Representa las desagradables consecuencias del alcoholismo, contrastando la feliz normalidad de los que beben cerveza inglesa, frente a los alcohólicos que se dedican a la ginebra. Estas láminas se publicaron en parte para apoyar el “Acta de la Ginebra” de 1751. Se supone que el magistrado Henry Fielding le informó de estos procedimientos, para ayudar a la propaganda del Acta de la ginebra.
- Las cuatro etapas de crueldad (1751).

Con esta serie Hogarth pretendía mostrar algunas de las terribles costumbres de los criminales, comenzando con la tortura de animales.
- La campaña electoral (1754, Museo Soane de Londres).

Como un único grabado, Five Orders of Periwigs (1761) satiriza la moda de las pelucas extravagantes parodiando los cinco órdenes clásicos de la arquitectura.

### Temas históricos
A lo largo de su vida, Hogarth intentó alcanzar el estatus de pintor de historia, pero no tuvo gran éxito en este campo, con escenas bíblicas e históricas. 
- El buen samaritano y La piscina probática (1735-1736, Londres, Hospital de San Bartolomé)
- Moisés llevado ante la hija del faraón (1746, Londres, Foundling Hospital)
- San Pablo ante Félix (1748, Londres, Lincoln’s Inn Society)

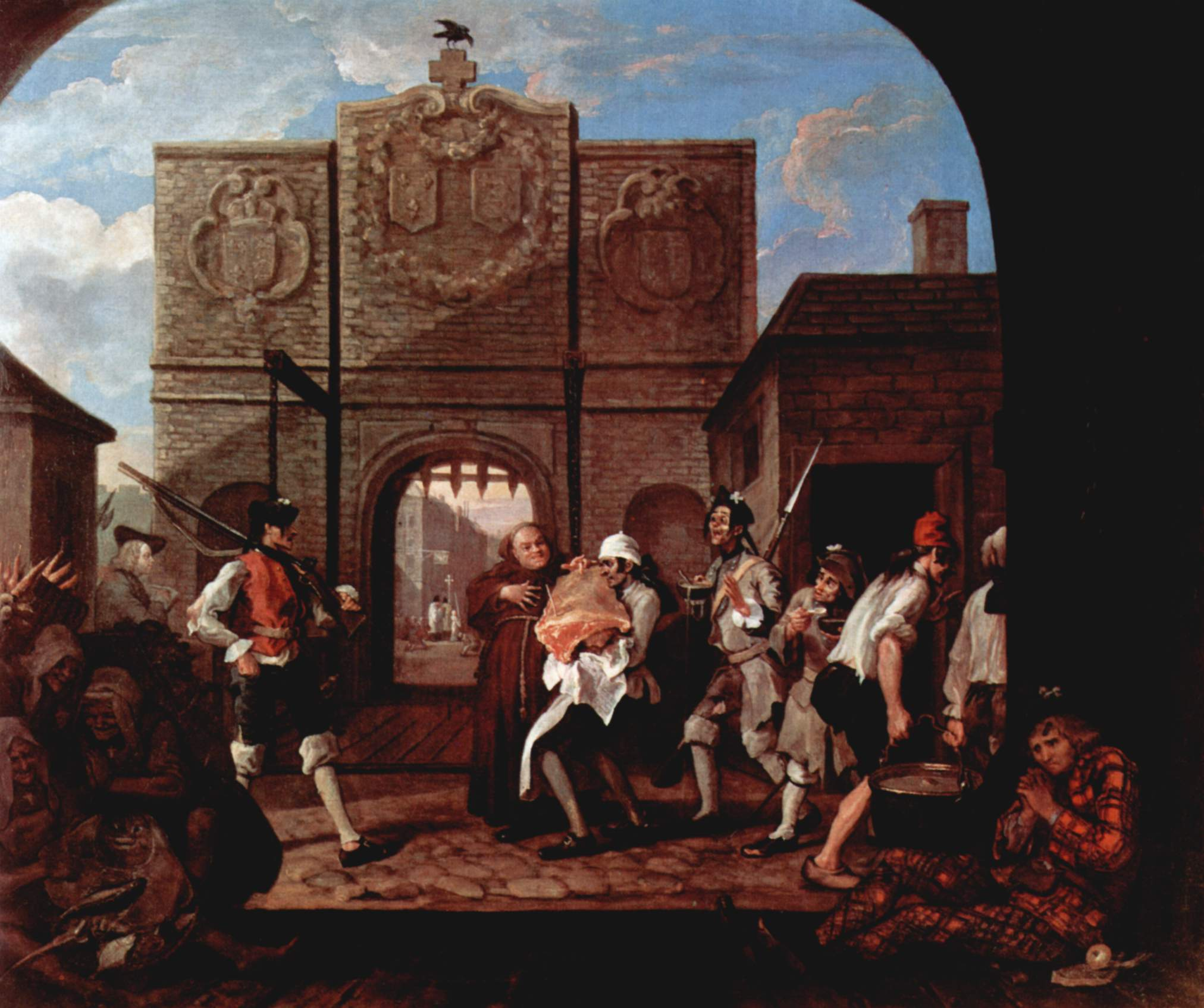
La puerta de Calais (también conocida como, Oh, el rosbif de la vieja Inglaterra, 1748.

- La puerta de Calais (1748, Londres, Tate Britain). La pintó poco después de su visita a Francia. Horace Walpole escribió que Hogarth había corrido un gran riesgo al marchar a Francia. Fue tan imprudente que dibujó un esbozo del puente levadizo en Calais. Fue detenido y llevado ante el gobernador, donde se vio forzado a probar su vocación dibujando varias caricaturas de los franceses. En una de ellas representaba una enorme pieza de carne de vaca que tenía como destino la posada inglesa en Calais, a la que seguían varios monjes hambrientos. A los franceses les divirtieron sus dibujos y lo dejaron marchar. De vuelta a casa, inmediatamente ejecutó una pintura sobre el tema, cuadro en el que los franceses aparecen como personas encogidas, consumidas y supersticiosas, frente a un enorme solomillo de vaca que llega con destino a la posada inglesa como símbolo de la prosperidad y superioridad inglesas.
- Tríptico para la iglesia Saint Mary Redcliffe de Brístol: Las tres Marías en la tumba, La Ascensión y El cierre de la tumba (1756, Bristol, City A.G.)

## Valoración
Hogarth vivió en una época en la que el arte se comercializaba cada vez más y se veía en los escaparates de las tiendas, tabernas y edificios públicos. Todo el arte estaba transformándose, popularizándose, como podía verse en las óperas baladas frente a la ópera seria extranjera o las novelas de autores como Henry Fielding. Por ello, Hogarth acertó al tomar como tema de sus obras pintar y grabar temas morales modernos. Provenía de una tradición moralizante propia del Protestantismo, representada en la pintura de género holandesa, y los vigorosos panfletos satíricos ingleses. En Inglaterra las Bellas Artes tenían poca comedia antes de Hogarth. No obstante, sus grabados eran caros, y solo en el siglo XIX se divulgaron alcanzando a un público más amplio.
Cuando se analiza la obra del artista en su conjunto, Ronald Paulson, moderna autoridad sobre Hogarth, le ve como un auténtico y subversivo parodiador. Dice: “En La carrera de una prostituta, todas las láminas excepto una están basadas en las imágenes de Durero de la historia de la Virgen María y de la Pasión”. En otras obras, parodia la Última cena de Leonardo da Vinci. De acuerdo con Paulson, Hogarth está subvirtiendo el establishment religioso y las creencias ortodoxas en un Dios inmanente que interviene en las vidas de la gente y produce milagros. En realidad, Hogarth fue un deísta, un creyente en un Dios que creó el universo pero que no interviene directamente en la vida de sus criaturas. 
Sus grabados satíricos son considerados a menudo como importantes precedentes de las historietas. La ópera de Igor Stravinsky, The Rake's Progress, con libretto de W. H. Auden, se inspira en las series de pinturas de Hogarth de ese título.

## Eponimia
El asteroide (12613) Hogarth fue nombrado así en su memoria.